# Walter Asmus
Walter Asmus (* 7. Februar 1903 in Neumünster; † 28. Mai 1996) war ein deutscher Erziehungswissenschaftler und Hochschullehrer in der Lehrerbildung.

## Werdegang
1923 bestand Asmus die Erste Lehrerprüfung am Lehrerseminar in Rendsburg. Von 1929 bis 1933 studierte er Philosophie, Pädagogik, Psychologie und Geschichte in Hamburg und Kiel. 1933 promovierte er zum Dr. phil. in Kiel. Von 1933 bis 1938 arbeitete er im Schuldienst. 1938 bis 1941 wirkte er als Dozent an der Hochschule für Lehrerbildung Elbing. 1941 bis 1945 leistete er Kriegsdienst. 1946 bis 1950 war er Dozent und Professor an der Pädagogischen Hochschule Flensburg. 1950 wurde er zum Direktor und Professor am Pädagogischen Institut Weilburg. 1954 bis 1963 lehrte er als ordentlicher Professor am Pädagogischen Institut Darmstadt-Jugenheim sowie 1963 bis 1972 als ordentlicher Professor an der Hochschule für Erziehung und Universität Gießen. Seit 1977 war er emeritiert.
Asmus verfasste wichtige Beiträge zu Johann Friedrich Herbart und Gustav Schilling.

## Schriften (Auswahl)
- Pestalozzis Theorie der Menschenführung, Berlin 1934 [= Dissertation in Kiel].
- Hrsg.: Erziehung und Menschlichkeit. Festgabe für Friedrich Trost. Henn, Ratingen 1965.
- Die Idee der Ganzheit in Philosophie, Psychologie, Pädagogik und Didaktik, Herder, Freiburg 1965.
- Johann Friedrich Herbart. Eine pädagogische Biographie, 2 Bde., Bd. 1: Der Denker, 1968; Bd. 2: Der Lehrer, 1970.
- Gustav Schilling, der Gießener Herbartianer (1815–1872). Ein Lebensbild. Universitätsbibliothek Gießen, Gießen 1974 PDF-Datei.
- „Die Verantwortung der Lehrer ist so groß...“. Erinnerungen an die Gründung der Pädagogischen Hochschule Flensburg (1946–1950). In: Grenzfriedenshefte (1993), Heft 2, S. 79–83 (Digitalisat).
- Richard Kroner. Ein christlicher Philosoph jüdischer Herkunft unter dem Schatten Hitlers. Peter Lang, Frankfurt a. M. 1990, ISBN 3-631-42000-5.